# Кастело (Виченца)
Кастело (итал. Castello) је насеље у Италији у округу Виченца, региону Венето.
Према процени из 2011. у насељу је живело 200 становника. Насеље се налази на надморској висини од 20 м.